# Заремба, Фёдор Михайлович
 Фёдор Миха́йлович Заре́мба (30 января 1931, Жмеринка — 11 июня 2015, Киев) — украинский архитектор.

## Биография
Родился в г. Жмеринке в 1931 году. После школы работал строителем, десятником на строительстве в Конча-Заспе (строительное управление № 3). В 1953 году окончил Киевский техникум гражданского строительства, работал в проектном институте Гипрогражданпромстрой в Киеве. В 1954—1957 годах проходил службу в Советской Армии в Биробиджане.
С 1957 года — архитектор проектного института «Киевметропроект» — Киевского филиала Проектно-изыскательского института «Метрогипротранс», где проработал более 50 лет.

## Творчество
Архитектор — автор проектов станций Киевского метрополитена (в составе авторских коллективов):
- «Крещатик» (1960, совместно с архитекторами Анатолием Добровольским, Николаем Коломийцем, Виктором Елизаровым, Геннадием Гранаткиным, Игорем Масленковым, Станиславом Крушинским, Юрием Кисличенко при участии Натальи Щукиной).
- «Лесная» (1979, совместно с архитекторами Игорем Масленковым, Тамарой Целиковской, Анатолием Крушинским, Натальей Чуприно́й при участии Александра Працюка, Ларисы Лепёхиной).
- «Контрактовая площадь» (1976, совместно с архитекторами Борисом Приймаком, Игорем Масленковым).
- «Майдан Незалежности» (1976, совместно с Николаем Коломийцем, Игорем Масленковым, Михаилом Сыркиным).
- «Героев Днепра» (1982, подземный вестибюль с кассовым залом).
- «Золотые ворота» (1989, наземный вестибюль, совместно с архитектором Анатолием Крушинским).

С 2008 года на пенсии.

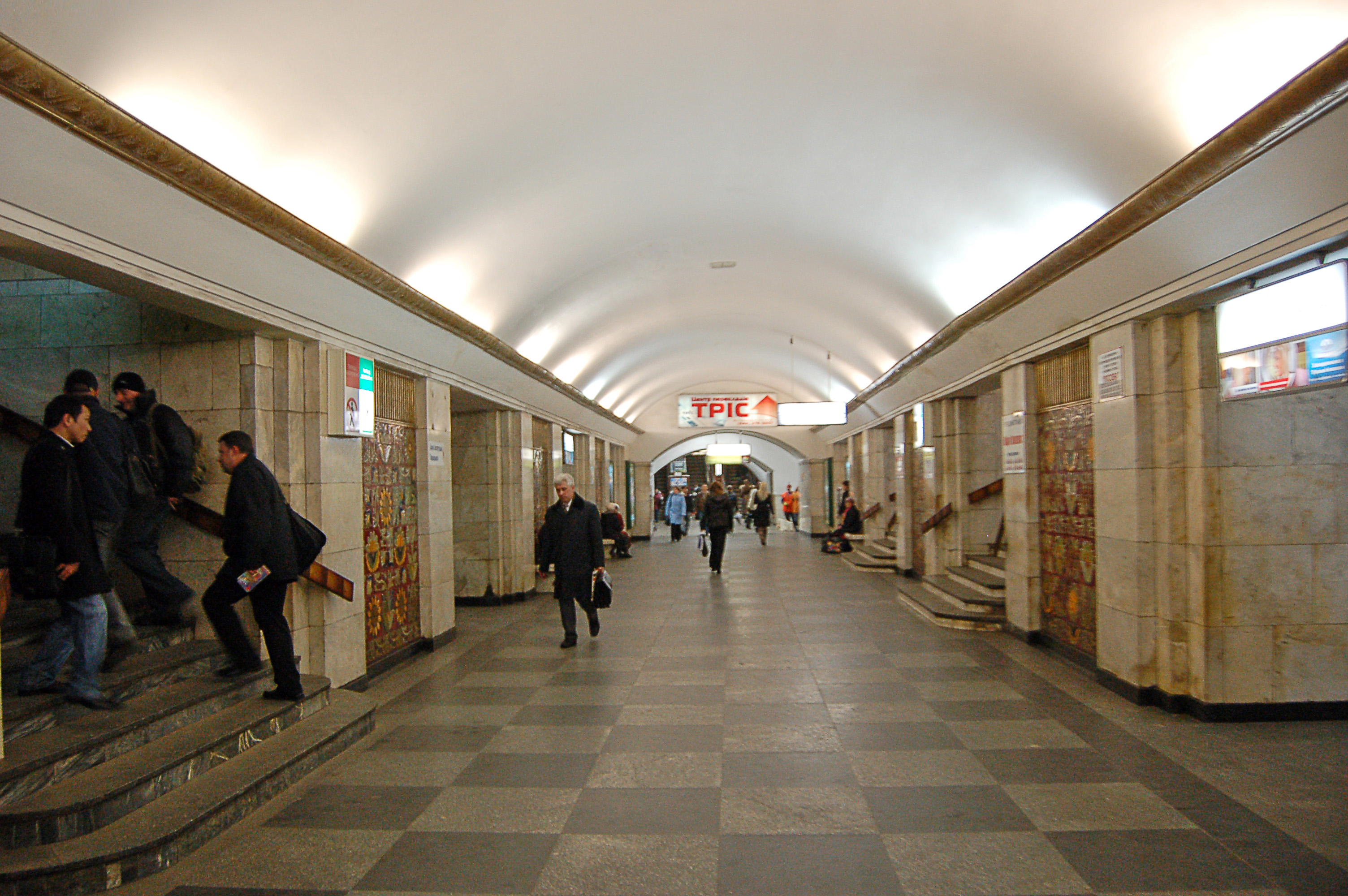
Станция метро «Крещатик»
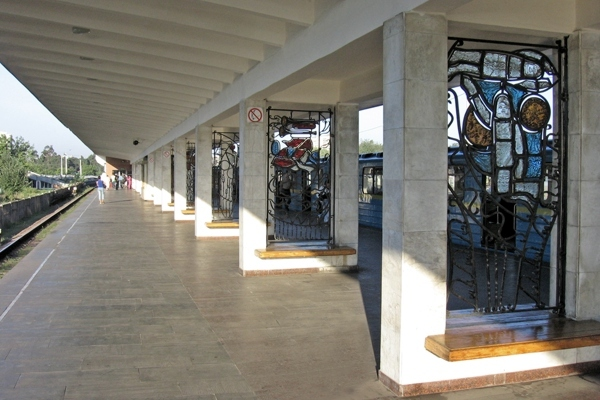
Станция метро «Лесная»
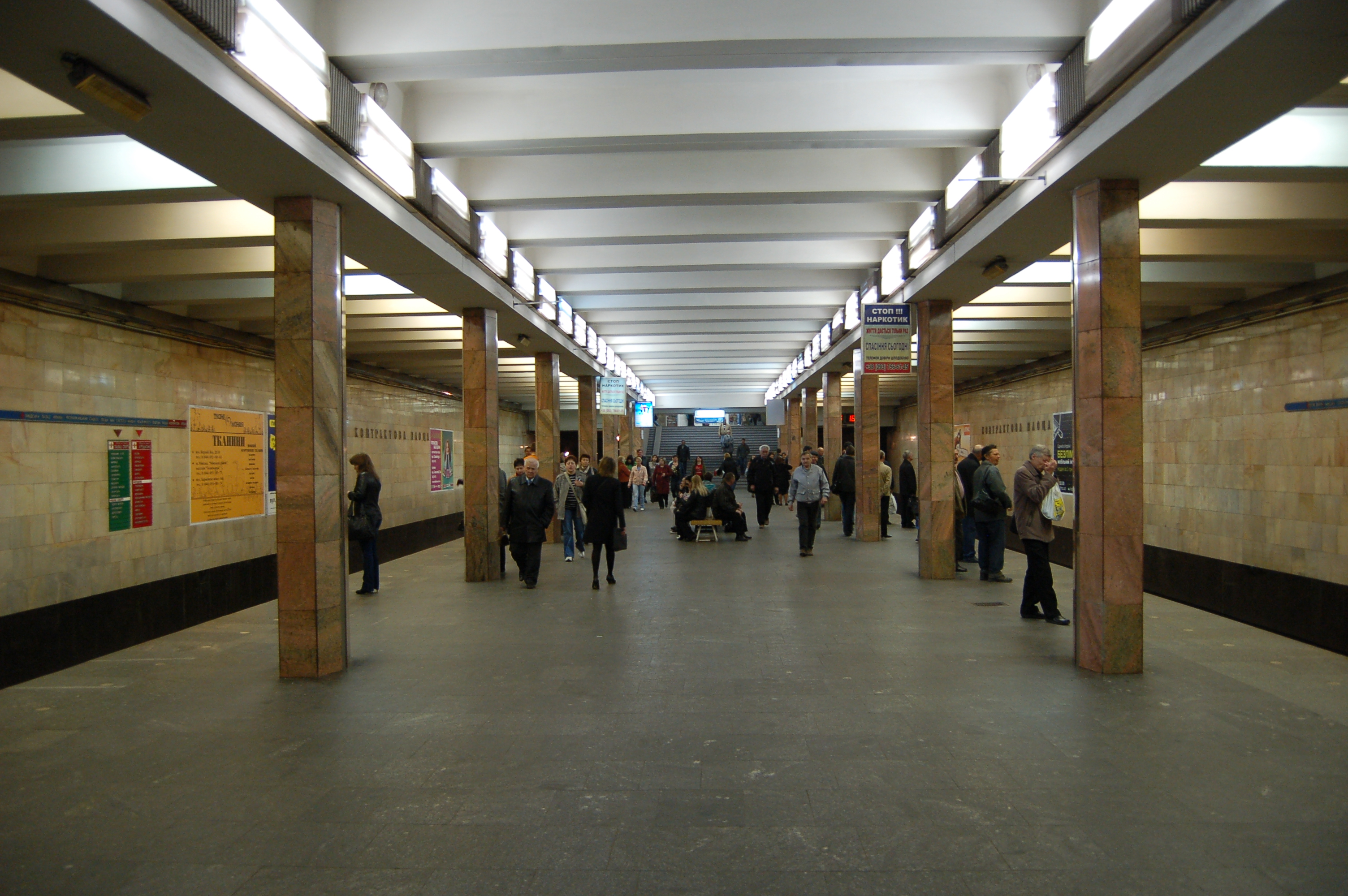
Станция метро «Контрактовая площадь»
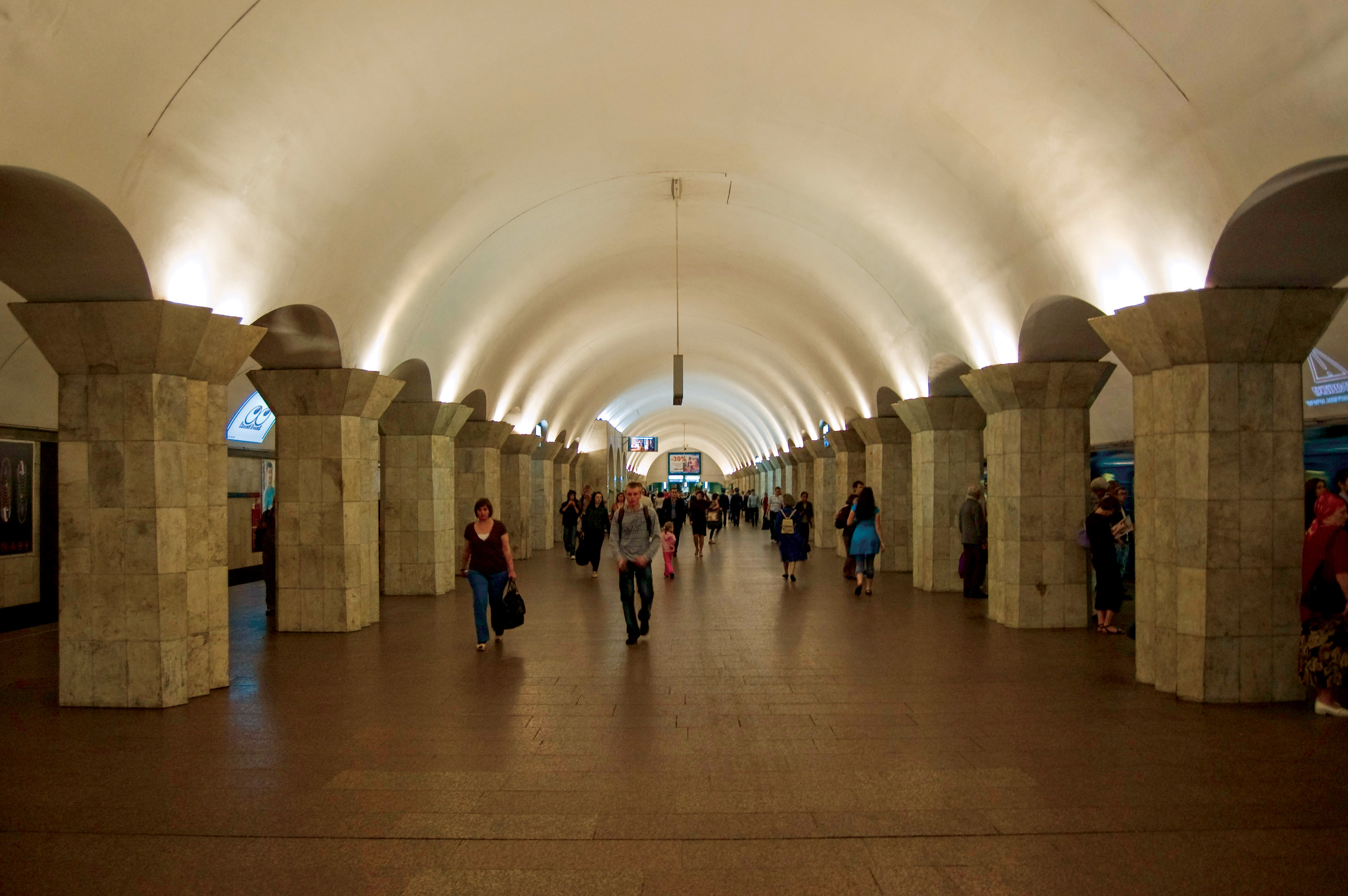
Станция метро «Майдан Незалежности»
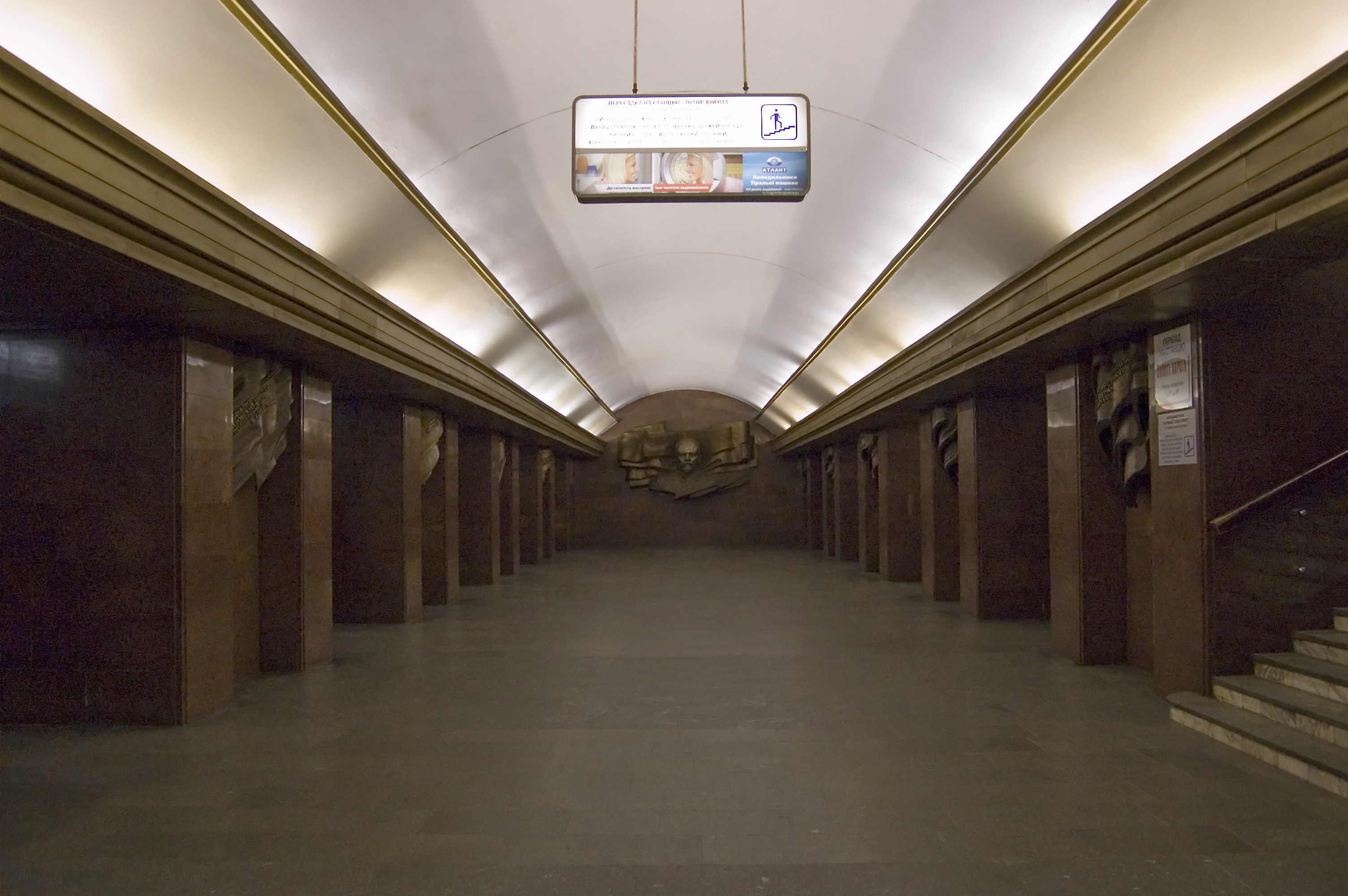
Станция метро «Театральная»
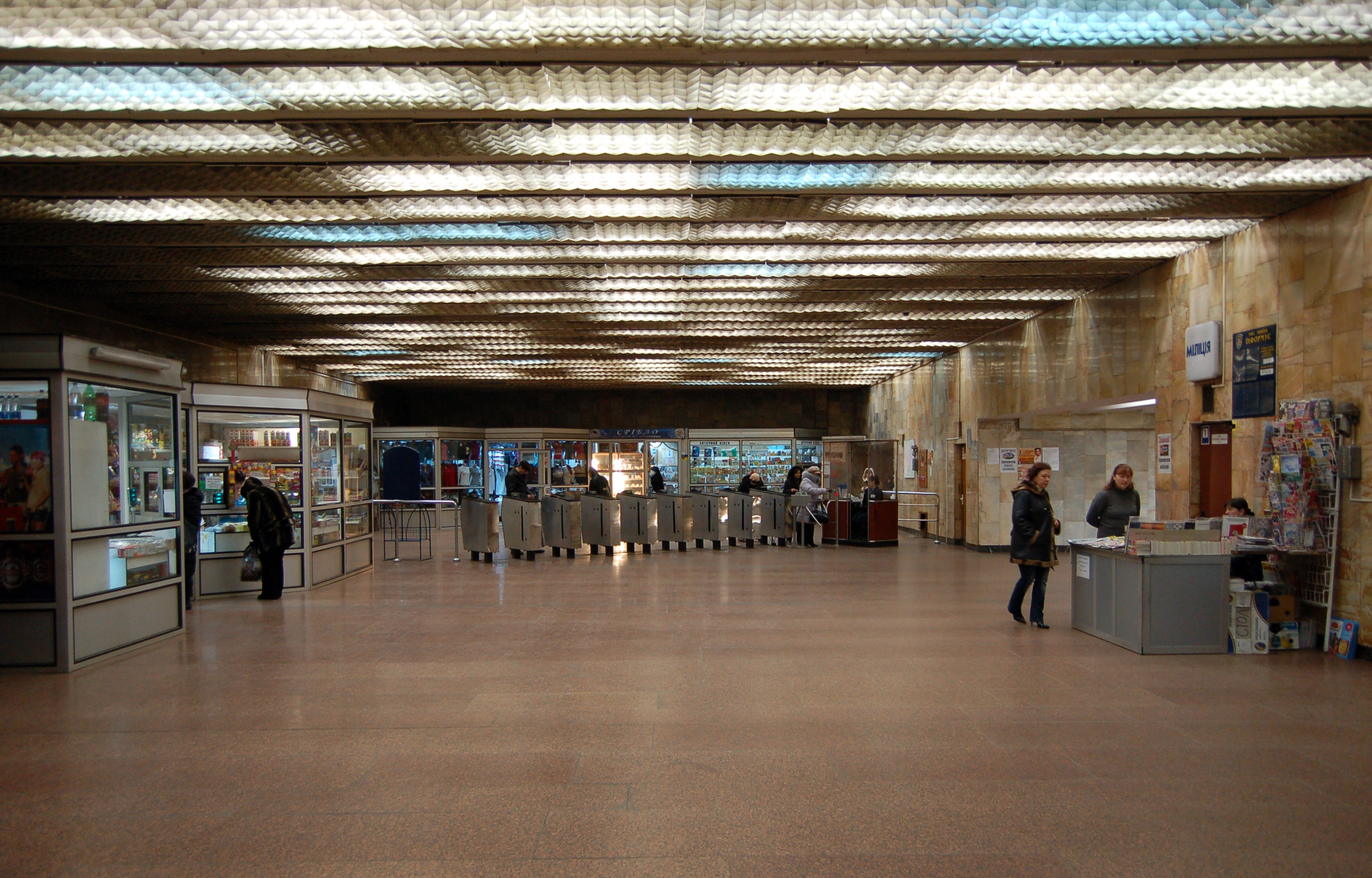
Станция метро «Героев Днепра», подземный вестибюль с кассовым залом

## Публикации
- Заремба Ф. М., Целиковская Т. А. Киевский метрополитен. — Киев : Будівельник, 1976. — 96 с., ил. (рус.) (укр.) (англ.)
- Заремба Ф. М., Целиковская Т. А., Марченко М. В. Киевский метрополитен. — Изд. 2-е. — Киев : Будівельник, 1980. — 168 с., ил. (рус.) (укр.)